# Бичуринское сельское поселение (Пермский край)
Бичуринское сельское поселение — упразднённое муниципальное образование, входившее в состав Бардымского муниципального района Пермского края. Административный центр — село Бичурино.
Образовано в ноябре 2004 года в результате реформы местного самоуправления. В ноябре 2019 года упразднено путём включения в состав Бардымского муниципального округа.

## Население
По данным переписи 2010 года численность населения составила 1757 человек, в том числе 832 мужчины и 925 женщин.
В 2005 году численность населения составляла 1753 человека.

## Населённые пункты
| Название     | Тип населённого пункта       | Население, 2010 год | Почтовый индекс | ОКАТО          |
| ------------ | ---------------------------- | ------------------- | --------------- | -------------- |
| Бичурино     | село, административный центр | 1373                | 618 156         | 57 204 813 001 |
| Бардабашка 1 | деревня                      | 261                 | 618 156         | 57 204 813 002 |
| Бардабашка 2 | деревня                      | 45                  | 618 156         | 57 204 813 003 |
| Учкул        | деревня                      | 78                  | 618 161         | 57 204 813 004 |